# Tomba Singh
Tomba Singh (Imphal, 3 aprile 1982) è un allenatore di calcio ed ex calciatore indiano, di ruolo centrocampista.

## Statistiche

### Cronologia presenze e reti in nazionale
| Cronologia completa delle presenze e delle reti in nazionale ― India | Cronologia completa delle presenze e delle reti in nazionale ― India | Cronologia completa delle presenze e delle reti in nazionale ― India | Cronologia completa delle presenze e delle reti in nazionale ― India | Cronologia completa delle presenze e delle reti in nazionale ― India | Cronologia completa delle presenze e delle reti in nazionale ― India | Cronologia completa delle presenze e delle reti in nazionale ― India | Cronologia completa delle presenze e delle reti in nazionale ― India |
| Data                                                                 | Città                                                                | In casa                                                              | Risultato                                                            | Ospiti                                                               | Competizione                                                         | Reti                                                                 | Note                                                                 |
| -------------------------------------------------------------------- | -------------------------------------------------------------------- | -------------------------------------------------------------------- | -------------------------------------------------------------------- | -------------------------------------------------------------------- | -------------------------------------------------------------------- | -------------------------------------------------------------------- | -------------------------------------------------------------------- |
| 18-02-2004                                                           | Goa                                                                  | India                                                                | 1 – 0                                                                | Singapore                                                            | Qual. Mondiali 2006                                                  | -                                                                    | 58’                                                                  |
| 08-09-2004                                                           | Calcutta                                                             | India                                                                | 0 – 4                                                                | Giappone                                                             | Qual. Mondiali 2006                                                  | -                                                                    | 77’                                                                  |
| 17-11-2004                                                           | Mascate                                                              | Oman                                                                 | 0 – 0                                                                | India                                                                | Qual. Mondiali 2006                                                  | -                                                                    | 75’                                                                  |
| Totale                                                               |                                                                      | Presenze                                                             | 3                                                                    |                                                                      | Reti                                                                 | 0                                                                    |                                                                      |